# Vitali Jolobov
Vitali Mikhaïlovitch Jolobov (en russe : Виталий Михайлович Жолобов), né le 18 juin 1937 à Zbourievka, en RSS d'Ukraine (Union soviétique), est un cosmonaute soviétique et un homme politique ukrainien.

## Vols réalisés
Vitali Jolobov réalise un unique vol comme ingénieur de vol à bord de Soyouz 21, lancé en direction de Saliout 5, le 6 juillet 1976. Il revient sur Terre le 24 août 1976.